# Cult (альбом Savant)
Cult (c англ. — «Культ») — это седьмой студийный альбом норвежского музыкального продюсера Александра Винтера под псевдонимом Savant, выпущенный 7 июля 2013 года звукозаписывающей компанией SectionZ Records.

## Запись
Стандартное издание альбома состоит из 10 композиций, к нему прилагаются 4 бонусных трека из японского издания. Альбом был издан сперва в музыкальном интернет-магазине Beatport 7 июля, с той же даты его можно было предварительно заказать. 21 июля альбом был издан на всех остальных популярных интернет-магазинах и стриминговых сервисах.

## Список композиций
Все композиции написаны и спродюсированы Александром Винтером.
| №                   | Название                           | Длительность |
| ------------------- | ---------------------------------- | ------------ |
| 1.                  | «Robin Hood»                       | 5:03         |
| 2.                  | «Night Owl»                        | 3:13         |
| 3.                  | «Kali 47»                          | 5:18         |
| 4.                  | «Forbidden» (совместно с Kaster)   | 8:39         |
| 5.                  | «Patriots»                         | 4:28         |
| 6.                  | «West Coast»                       | 3:39         |
| 7.                  | «Can't Touch This»                 | 3:05         |
| 8.                  | «Virgin»                           | 3:02         |
| 9.                  | «Chop It» (совместно с Gino Sydal) | 4:19         |
| 10.                 | «Butterfly»                        | 4:19         |
| Общая длительность: | Общая длительность:                | 44:54        |

| №                   | Название                           | Длительность |
| ------------------- | ---------------------------------- | ------------ |
| 11.                 | «Catharsis»                        | 5:48         |
| 12.                 | «Stereophobia» (совместно с Sikis) | 4:33         |
| 13.                 | «Black Pearls»                     | 4:13         |
| 14.                 | «Sins»                             | 5:04         |
| Общая длительность: | Общая длительность:                | 64:34        |

## Участники записи
Savant
- Александр Винтер — продюсирование, вокал, синтезаторы, синтезаторы, клавишные, ударные.

Дизайнерский персонал
- Imson — дизайн, обложка.